# 警察世家
《警網急先鋒》（英語：Blue Bloods，又譯執法尊家（香港）、警察世家（中國大陸）），是一部关于警察题材的CBS美國电视剧。以纽约市为背景创作的。
电视剧于2010年9月24日起每周五晚在CBS播出。
在《娱乐周刊》年度秋季电视剧试映会上赢得2010年度五个最棒的连续剧之一的称号。
2023年3月29日，哥倫比亞廣播公司（CBS）宣布該劇已續訂第14季，據美國媒體報導，演員和製片人已減薪以確保續訂。2023年7月21日，CBS宣布由於2023年美國演員工會（SAG）和美國電視和廣播藝人工會（AFTRA）罷工影響，續訂的第14季將延期播出。2023年11月20日，CBS宣布14季將是該劇的最後一季，本劇大結局於2024年12月13日播出.
2025年2月，CBS宣布將訂購一部基於本作世界觀的衍生作品，暫訂名為《Boston Blue》，由本作主要演員之一唐尼·華伯格擔任執行作人並兼任主演，繼續扮演資深警探丹尼‧雷根。

## 劇情
《警察世家》是一部关于纽约市的警察家庭的故事。其特色是每集都會有家庭的周末聚餐。

## 演员表

### 紐約市警察局總部
| 角色                           | 職務／身分         | 演員                              | 備註                                                           |
| ------------------------------ | ------------------ | --------------------------------- | -------------------------------------------------------------- |
| 艾比蓋爾貝克 （Abigail Baker） | 警探（Detective）  | 艾比蓋爾。霍克（Abigail Hawk）    | 紐約市警察局長法蘭克·雷根的秘書                                |
| 加勒特莫利（Garrett Moore）    | 紐約市警察局副局長 | 格雷格利。吉巴巴（Gregory Jbara） | 紐約市警察局長法蘭克·雷根的參謀兼副官                          |
| Sid Gormley                    | Lieutenant         | 羅伯・哥希斯（Robert Clohessy）   | 原為丹尼。雷根的上司，後被警察局長法蘭克提拔，現在在總部工作。 |

### 重复出场演员
- Bruce Altman 飾演 Mayor Frank Russo (第一季)。
- 迪伦·莫 Dylan Moore饰演 希尼·代文博特Sydney Davenport，吉米的未婚妻〔第一季〕。
- David Ramsey 飾演 Mayor Carter Poole〔第二季～現今〕。
- 安迪莉亚·罗絲 Andrea Roth饰演 凯莉·戴维森〔Kelly Davidson〕，和法兰克约会的女记者〔第一季〕。
- Andrew Terraciano 饰演 尚恩·雷根，丹尼和琳达的小儿子。
- Tony Terraciano 饰演 傑克·雷根，丹尼和琳达的大儿子。現為大學生。
- Noelle Beck 飾演 Sue Connors。
- Peter Hermann 飾演 傑克·波以爾〔Jack Boyle〕，律師，艾琳雷根的前夫〔第三季~現今〕。
- Sebastian Sozzi 飾演 Vinny Cruz警員，吉米雷根的搭檔〔第三季〕。
- Megan Ketch 飾演 凱特·琳希〔Kate Lansing〕警探，丹尼雷根的搭檔〔第三季~2013年1月18日，第三季第12集末，她被調回內務部〕。
- Flex Alexander 饰演 德马库斯·金